# Mizuno Tadatomo
Pour les articles homonymes, voir Mizuno (homonymie).
Mizuno Tadatomo est un nom japonais traditionnel ; le nom de famille (ou le nom d'école), Mizuno, précède donc le prénom (ou le nom d'artiste).
Mizuno Tadatomo (水野 忠友, 10 mars 1731-15 octobre 1802) est un samouraï et daimyo de l'époque d'Edo.

## Carrière
Mizuno est fonctionnaire du shogunat Tokugawa. Il est conseiller adjoint (wakadoshiyori) dans les années 1770. Du 3 novembre 1871 au 3 mai 1788, il est conseiller principal (rōjū) au sommet de la hiérarchie du shogun.
Dans les luttes politiques de son temps, il est membre de la faction dirigée par Tanuma Okitsugu. Il parvient à survivre à la chute de Tanuma et travaille pendant un certain temps avec Matsudaira Sadanobu.

## Source de la traduction
- (en) Cet article est partiellement ou en totalité issu de l’article de Wikipédia en anglais intitulé « Mizuno Tadatomo » (voir la liste des auteurs).